# شهرستان کوک (نیو ساوت ولز)
شهرستان کوک (نیو ساوت ولز) (به انگلیسی: Cook County) یک سکونتگاه مسکونی در استرالیا است که در نیو ساوت ولز واقع شده‌است.